# Puchar IBU w biathlonie 2021/2022
Puchar IBU w biathlonie 2021/2022 – czternasta edycja tego cyklu zawodów. Pierwsze starty odbyły się 25 listopada 2021 roku w szwedzkim Idre, natomiast ostatnie zawody rozegrane zostaną 13 marca 2022 we włoskim Ridnaun. Tegoroczne mistrzostwa Europy, wliczane do klasyfikacji generalnej, zostaną rozegrane w dniach 26–30 stycznia 2022 w niemieckim Arber.
Tytułów z poprzedniego sezonu bronią: wśród kobiet Niemka Vanessa Voigt, natomiast u mężczyzn Norweg Filip Fjeld Andersen.

## Wyniki

### Mężczyźni
| 1. Idre, 25 – 28 listopada 2021 | 1. Idre, 25 – 28 listopada 2021 | 1. Idre, 25 – 28 listopada 2021 | 1. Idre, 25 – 28 listopada 2021 | 1. Idre, 25 – 28 listopada 2021 |
| Data                            | Konkurencja                     | miejsce                         | miejsce                         | miejsce                         |
| ------------------------------- | ------------------------------- | ------------------------------- | ------------------------------- | ------------------------------- |
| 25 listopada                    | Sprint na 10 km                 | Lucas Fratzscher                | Sverre Dahlen Aspenes           | Johannes Kühn                   |
| 27 listopada                    | Sprint na 10 km                 | Aleksander Fjeld Andersen       | Lucas Fratzscher                | Wasilij Tomszyn                 |
| 28 listopada                    | Bieg pościgowy na 12,5 km       | Wasilij Tomszyn                 | Aleksander Fjeld Andersen       | Aleksandr Powarnicyn            |

| 2. Sjusjøen, 1–4 grudnia 2021 | 2. Sjusjøen, 1–4 grudnia 2021 | 2. Sjusjøen, 1–4 grudnia 2021 | 2. Sjusjøen, 1–4 grudnia 2021 | 2. Sjusjøen, 1–4 grudnia 2021 |
| Data                          | Konkurencja                   | miejsce                       | miejsce                       | miejsce                       |
| ----------------------------- | ----------------------------- | ----------------------------- | ----------------------------- | ----------------------------- |
| 1 grudnia                     | Supersprint na 7,5 km         | Filip Fjeld Andersen          | Erlend Bjøntegaard            | Justus Strelow                |
| 3 grudnia                     | Sprint na 10 km               | Anton Babikow                 | Filip Fjeld Andersen          | Håvard Gutubø Bogetveit       |
| 4 grudnia                     | Bieg masowy na 15 km          | Anton Babikow                 | Erlend Bjøntegaard            | Remi Broutier                 |

| 3. Obertilliach, 16–19 grudnia 2021 | 3. Obertilliach, 16–19 grudnia 2021 | 3. Obertilliach, 16–19 grudnia 2021 | 3. Obertilliach, 16–19 grudnia 2021 | 3. Obertilliach, 16–19 grudnia 2021 |
| Data                                | Konkurencja                         | miejsce                             | miejsce                             | miejsce                             |
| ----------------------------------- | ----------------------------------- | ----------------------------------- | ----------------------------------- | ----------------------------------- |
| 16 grudnia                          | Bieg indywidualny na 20 km          | David Zobel                         | Dominik Windisch                    | Maksim Cwietkow                     |
| 18 grudnia                          | Sprint na 10 km                     | Håvard Gutubø Bogetveit             | Erlend Bjøntegaard                  | Maksim Cwietkow                     |

| 4. Osrblie, 8–9 stycznia 2022 | 4. Osrblie, 8–9 stycznia 2022 | 4. Osrblie, 8–9 stycznia 2022 | 4. Osrblie, 8–9 stycznia 2022 | 4. Osrblie, 8–9 stycznia 2022 |
| Data                          | Konkurencja                   | miejsce                       | miejsce                       | miejsce                       |
| ----------------------------- | ----------------------------- | ----------------------------- | ----------------------------- | ----------------------------- |
| 8 stycznia                    | Sprint na 10 km               | Aleksander Fjeld Andersen     | Nikita Porszniew              | Ilnaz Muchamedzianow          |
| 9 stycznia                    | Sprint na 10 km               | Sindre Fjellheim Jorde        | Erlend Bjøntegaard            | Johannes Dale                 |

| 5. Osrblie, 12–15 stycznia 2022 | 5. Osrblie, 12–15 stycznia 2022 | 5. Osrblie, 12–15 stycznia 2022 | 5. Osrblie, 12–15 stycznia 2022 | 5. Osrblie, 12–15 stycznia 2022 |
| Data                            | Konkurencja                     | miejsce                         | miejsce                         | miejsce                         |
| ------------------------------- | ------------------------------- | ------------------------------- | ------------------------------- | ------------------------------- |
| 12 stycznia                     | Bieg indywidualny na 15 km      |                                 |                                 |                                 |
| 14 stycznia                     | Sprint na 10 km                 |                                 |                                 |                                 |
| 15 stycznia                     | Bieg pościgowy na 12,5 km       |                                 |                                 |                                 |

| Mistrzostwa Europy, Arber, 26–30 stycznia 2022 | Mistrzostwa Europy, Arber, 26–30 stycznia 2022 | Mistrzostwa Europy, Arber, 26–30 stycznia 2022 | Mistrzostwa Europy, Arber, 26–30 stycznia 2022 | Mistrzostwa Europy, Arber, 26–30 stycznia 2022 |
| Data                                           | Konkurencja                                    | miejsce                                        | miejsce                                        | miejsce                                        |
| ---------------------------------------------- | ---------------------------------------------- | ---------------------------------------------- | ---------------------------------------------- | ---------------------------------------------- |
| 26 stycznia                                    | Bieg indywidualny na 20 km                     |                                                |                                                |                                                |
| 28 stycznia                                    | Sprint na 10 km                                |                                                |                                                |                                                |
| 29 stycznia                                    | Bieg pościgowy na 12,5 km                      |                                                |                                                |                                                |

| 7. Nové Město na Moravě, 3–5 lutego 2022 | 7. Nové Město na Moravě, 3–5 lutego 2022 | 7. Nové Město na Moravě, 3–5 lutego 2022 | 7. Nové Město na Moravě, 3–5 lutego 2022 | 7. Nové Město na Moravě, 3–5 lutego 2022 |
| Data                                     | Konkurencja                              | miejsce                                  | miejsce                                  | miejsce                                  |
| ---------------------------------------- | ---------------------------------------- | ---------------------------------------- | ---------------------------------------- | ---------------------------------------- |
| 3 lutego                                 | Sprint na 10 km                          |                                          |                                          |                                          |
| 5 lutego                                 | Sprint na 10 km                          |                                          |                                          |                                          |

| 8. Lenzerheide, 3–6 marca 2022 | 8. Lenzerheide, 3–6 marca 2022 | 8. Lenzerheide, 3–6 marca 2022 | 8. Lenzerheide, 3–6 marca 2022 | 8. Lenzerheide, 3–6 marca 2022 |
| Data                           | Konkurencja                    | miejsce                        | miejsce                        | miejsce                        |
| ------------------------------ | ------------------------------ | ------------------------------ | ------------------------------ | ------------------------------ |
| 3 marca                        | Sprint na 10 km                |                                |                                |                                |
| 5 marca                        | Supersprint                    |                                |                                |                                |
| 6 marca                        | Bieg masowy na 15 km           |                                |                                |                                |

| 9. Ridnaun, 10–13 marca 2022 | 9. Ridnaun, 10–13 marca 2022 | 9. Ridnaun, 10–13 marca 2022 | 9. Ridnaun, 10–13 marca 2022 | 9. Ridnaun, 10–13 marca 2022 |
| Data                         | Konkurencja                  | miejsce                      | miejsce                      | miejsce                      |
| ---------------------------- | ---------------------------- | ---------------------------- | ---------------------------- | ---------------------------- |
| 10 marca                     | Sprint na 10 km              |                              |                              |                              |
| 12 marca                     | Bieg pościgowy na 12,5 km    |                              |                              |                              |

### Kobiety
| 1. Idre, 25 – 28 listopada 2021 | 1. Idre, 25 – 28 listopada 2021 | 1. Idre, 25 – 28 listopada 2021 | 1. Idre, 25 – 28 listopada 2021 | 1. Idre, 25 – 28 listopada 2021 |
| Data                            | Konkurencja                     | miejsce                         | miejsce                         | miejsce                         |
| ------------------------------- | ------------------------------- | ------------------------------- | ------------------------------- | ------------------------------- |
| 25 listopada                    | Sprint na 7,5 km                | Marion Wiesensarter             | Caroline Colombo                | Darja Błaszko                   |
| 27 listopada                    | Sprint na 7,5 km                | Franziska Hildebrand            | Caroline Colombo                | Irene Cadurisch                 |
| 28 listopada                    | Bieg pościgowy na 10 km         | Franziska Hildebrand            | Jewgienija Burtasowa            | Paula Botet                     |

| 2. Sjusjøen, 1–4 grudnia 2021 | 2. Sjusjøen, 1–4 grudnia 2021 | 2. Sjusjøen, 1–4 grudnia 2021 | 2. Sjusjøen, 1–4 grudnia 2021 | 2. Sjusjøen, 1–4 grudnia 2021 |
| Data                          | Konkurencja                   | miejsce                       | miejsce                       | miejsce                       |
| ----------------------------- | ----------------------------- | ----------------------------- | ----------------------------- | ----------------------------- |
| 1 grudnia                     | Supersprint na 7,5 km         | Linda Zingerle                | Iryna Petrenko                | Anastasija Szewczenko         |
| 3 grudnia                     | Sprint na 7,5 km              | Anastasija Szewczenko         | Karoline Erdal                | Paula Botet                   |
| 4 grudnia                     | Bieg masowy na 12,5 km        | Ragnhild Femsteinevik         | Anastasija Szewczenko         | Paula Botet                   |

| 3. Obertilliach, 16–19 grudnia 2021 | 3. Obertilliach, 16–19 grudnia 2021 | 3. Obertilliach, 16–19 grudnia 2021 | 3. Obertilliach, 16–19 grudnia 2021 | 3. Obertilliach, 16–19 grudnia 2021 |
| Data                                | Konkurencja                         | miejsce                             | miejsce                             | miejsce                             |
| ----------------------------------- | ----------------------------------- | ----------------------------------- | ----------------------------------- | ----------------------------------- |
| 16 grudnia                          | Bieg indywidualny na 15 km          | Elisabeth Högberg                   | Franziska Hildebrand                | Marthe Kråkstad Johansen            |
| 18 grudnia                          | Sprint na 7,5 km                    | Anastasija Szewczenko               | Paula Botet                         | Karoline Offigstad Knotten          |

| 4. Osrblie, 8–9 stycznia 2022 | 4. Osrblie, 8–9 stycznia 2022 | 4. Osrblie, 8–9 stycznia 2022 | 4. Osrblie, 8–9 stycznia 2022 | 4. Osrblie, 8–9 stycznia 2022 |
| Data                          | Konkurencja                   | miejsce                       | miejsce                       | miejsce                       |
| ----------------------------- | ----------------------------- | ----------------------------- | ----------------------------- | ----------------------------- |
| 8 stycznia                    | Sprint na 7,5 km              | Ragnhild Femsteinevik         | Gillone Guigonnat             | Juni Arnekleiv                |
| 9 stycznia                    | Sprint na 7,5 km              | Łarisa Kuklina                | Ragnhild Femsteinevik         | Wiktorija Sliwko              |

| 5. Osrblie, 12–15 stycznia 2022 | 5. Osrblie, 12–15 stycznia 2022 | 5. Osrblie, 12–15 stycznia 2022 | 5. Osrblie, 12–15 stycznia 2022 | 5. Osrblie, 12–15 stycznia 2022 |
| Data                            | Konkurencja                     | miejsce                         | miejsce                         | miejsce                         |
| ------------------------------- | ------------------------------- | ------------------------------- | ------------------------------- | ------------------------------- |
| 12 stycznia                     | Bieg indywidualny na 12,5 km    |                                 |                                 |                                 |
| 14 stycznia                     | Sprint na 7,5 km                |                                 |                                 |                                 |
| 15 stycznia                     | Bieg pościgowy na 10 km         |                                 |                                 |                                 |

| Mistrzostwa Europy, Arber, 26–30 stycznia 2022 | Mistrzostwa Europy, Arber, 26–30 stycznia 2022 | Mistrzostwa Europy, Arber, 26–30 stycznia 2022 | Mistrzostwa Europy, Arber, 26–30 stycznia 2022 | Mistrzostwa Europy, Arber, 26–30 stycznia 2022 |
| Data                                           | Konkurencja                                    | miejsce                                        | miejsce                                        | miejsce                                        |
| ---------------------------------------------- | ---------------------------------------------- | ---------------------------------------------- | ---------------------------------------------- | ---------------------------------------------- |
| 26 stycznia                                    | Bieg indywidualny na 15 km                     |                                                |                                                |                                                |
| 28 stycznia                                    | Sprint na 7,5 km                               |                                                |                                                |                                                |
| 29 stycznia                                    | Bieg pościgowy na 10 km                        |                                                |                                                |                                                |

| 7. Nové Město na Moravě, 3–5 lutego 2022 | 7. Nové Město na Moravě, 3–5 lutego 2022 | 7. Nové Město na Moravě, 3–5 lutego 2022 | 7. Nové Město na Moravě, 3–5 lutego 2022 | 7. Nové Město na Moravě, 3–5 lutego 2022 |
| Data                                     | Konkurencja                              | miejsce                                  | miejsce                                  | miejsce                                  |
| ---------------------------------------- | ---------------------------------------- | ---------------------------------------- | ---------------------------------------- | ---------------------------------------- |
| 3 lutego                                 | Sprint na 7,5 km                         |                                          |                                          |                                          |
| 5 lutego                                 | Sprint na 7,5 km                         |                                          |                                          |                                          |

| 8. Lenzerheide, 3–6 marca 2022 | 8. Lenzerheide, 3–6 marca 2022 | 8. Lenzerheide, 3–6 marca 2022 | 8. Lenzerheide, 3–6 marca 2022 | 8. Lenzerheide, 3–6 marca 2022 |
| Data                           | Konkurencja                    | miejsce                        | miejsce                        | miejsce                        |
| ------------------------------ | ------------------------------ | ------------------------------ | ------------------------------ | ------------------------------ |
| 3 marca                        | Sprint na 7,5 km               |                                |                                |                                |
| 5 marca                        | Supersprint                    |                                |                                |                                |
| 6 marca                        | Bieg masowy na 12 km           |                                |                                |                                |

| 9. Ridnaun, 10–13 marca 2022 | 9. Ridnaun, 10–13 marca 2022 | 9. Ridnaun, 10–13 marca 2022 | 9. Ridnaun, 10–13 marca 2022 | 9. Ridnaun, 10–13 marca 2022 |
| Data                         | Konkurencja                  | miejsce                      | miejsce                      | miejsce                      |
| ---------------------------- | ---------------------------- | ---------------------------- | ---------------------------- | ---------------------------- |
| 10 marca                     | Sprint na 7,5 km             |                              |                              |                              |
| 12 marca                     | Bieg pościgowy na 10 km      |                              |                              |                              |

### Sztafety mieszane
| 3. Obertilliach, 16–19 grudnia 2021 | 3. Obertilliach, 16–19 grudnia 2021          | 3. Obertilliach, 16–19 grudnia 2021                                                     | 3. Obertilliach, 16–19 grudnia 2021                                                            | 3. Obertilliach, 16–19 grudnia 2021                                            |
| Data                                | Konkurencja                                  | miejsce                                                                                 | miejsce                                                                                        | miejsce                                                                        |
| ----------------------------------- | -------------------------------------------- | --------------------------------------------------------------------------------------- | ---------------------------------------------------------------------------------------------- | ------------------------------------------------------------------------------ |
| 19 grudnia                          | Pojedyncza sztafeta mieszana (6 km + 7,5 km) | Rosja Jewgienija Burtasowa · Anton Babikow                                              | Szwecja Elisabeth Högberg · Viktor Brandt                                                      | Włochy Rebecca Passler · Patrick Braunhofer                                    |
| 19 grudnia                          | Sztafeta mieszana (4 × 6 km)                 | Rosja Anastasija Szewczenko · Anastasija Goriejewa · Nikita Porszniew · Maksim Cwietkow | Norwegia Marthe Kråkstad Johansen · Åsne Skrede · Håvard Gutubø Bogetveit · Erlend Bjøntegaard | Włochy Beatrice Trabucchi · Michela Carrara · Didier Bionaz · Dominik Windisch |

| Mistrzostwa Europy, Arber, 26–30 stycznia 2022 | Mistrzostwa Europy, Arber, 26–30 stycznia 2022 | Mistrzostwa Europy, Arber, 26–30 stycznia 2022 | Mistrzostwa Europy, Arber, 26–30 stycznia 2022 | Mistrzostwa Europy, Arber, 26–30 stycznia 2022 |
| Data                                           | Konkurencja                                    | miejsce                                        | miejsce                                        | miejsce                                        |
| ---------------------------------------------- | ---------------------------------------------- | ---------------------------------------------- | ---------------------------------------------- | ---------------------------------------------- |
| 30 stycznia                                    | Pojedyncza sztafeta mieszana (6 km + 7,5 km)   |                                                |                                                |                                                |
| 30 stycznia                                    | Sztafeta mieszana (4 × 6 km)                   |                                                |                                                |                                                |

| 9. Ridnaun, 10–13 marca 2022 | 9. Ridnaun, 10–13 marca 2022                 | 9. Ridnaun, 10–13 marca 2022 | 9. Ridnaun, 10–13 marca 2022 | 9. Ridnaun, 10–13 marca 2022 |
| Data                         | Konkurencja                                  | miejsce                      | miejsce                      | miejsce                      |
| ---------------------------- | -------------------------------------------- | ---------------------------- | ---------------------------- | ---------------------------- |
| 13 marca                     | Pojedyncza sztafeta mieszana (6 km + 7,5 km) |                              |                              |                              |
| 13 marca                     | Sztafeta mieszana (4 × 7,5 km)               |                              |                              |                              |

## Klasyfikacje

### Mężczyźni
| Miejsce | Zawodnik                  | Punkty |
| ------- | ------------------------- | ------ |
| 1.      | Erlend Bjøntegaard        | 401    |
| 2.      | Aleksander Fjeld Andersen | 393    |
| 3.      | Håvard Gutubø Bogetveit   | 388    |
| 4.      | David Zobel               | 363    |
| 5.      | Lucas Fratzscher          | 333    |
| 6.      | Anton Babikow             | 297    |
| 7.      | Sverre Dahlen Aspenes     | 296    |
| 8.      | Ilnaz Muchamedzianow      | 253    |
| 9.      | Wasilij Tomszyn           | 229    |
| 10.     | Emilien Claude            | 227    |

| Miejsce | Zawodnik             | Punkty |
| ------- | -------------------- | ------ |
| 11.     | Endre Strømsheim     | 209    |
| 12.     | Daniele Cappellari   | 204    |
| 13.     | Justus Strelow       | 188    |
| 14.     | Remi Broutier        | 158    |
| 15.     | Nikita Porszniew     | 147    |
| 16.     | Filip Fjeld Andersen | 141    |
| 17.     | Johannes Kühn        | 134    |
| 18.     | Ambroise Meunier     | 133    |
| 19.     | Eligius Tambornino   | 128    |
| 20.     | Johannes Dale        | 123    |

| Miejsce | Zawodnik                  | Punkty |
| ------- | ------------------------- | ------ |
| 1.      | David Zobel               | 60     |
| 2.      | Dominik Windisch          | 54     |
| 3.      | Maksim Cwietkow           | 48     |
| 4.      | Anton Babikow             | 43     |
| 5.      | Erlend Bjøntegaard        | 40     |
| 6.      | Lucas Fratzscher          | 38     |
| 7.      | Aleksander Fjeld Andersen | 36     |
| 8.      | Justus Strelow            | 34     |
| 9.      | Nikita Porszniew          | 32     |
| 10.     | Ilnaz Muchamedzianow      | 31     |

| Miejsce | Zawodnik                  | Punkty |
| ------- | ------------------------- | ------ |
| 1.      | Håvard Gutubø Bogetveit   | 257    |
| 2.      | Aleksander Fjeld Andersen | 240    |
| 3.      | Erlend Bjøntegaard        | 217    |
| 4.      | Sverre Dahlen Aspenes     | 194    |
| 5.      | David Zobel               | 185    |
| 6.      | Lucas Fratzscher          | 178    |
| 7.      | Ilnaz Muchamedzianow      | 178    |
| 8.      | Wasilij Tomszyn           | 169    |
| 9.      | Emilien Claude            | 164    |
| 10.     | Anton Babikow             | 137    |

| Miejsce | Zawodnik                  | Punkty |
| ------- | ------------------------- | ------ |
| 1.      | Wasilij Tomszyn           | 60     |
| 2.      | Aleksander Fjeld Andersen | 54     |
| 3.      | Aleksandr Powarnicyn      | 48     |
| 4.      | Johannes Kühn             | 43     |
| 5.      | David Zobel               | 40     |
| 6.      | Lucas Fratzscher          | 38     |
| 7.      | Erlend Bjøntegaard        | 36     |
| 8.      | Adam Runnals              | 34     |
| 9.      | Eric Perrot               | 32     |
| 10.     | Håvard Gutubø Bogetveit   | 31     |

| Miejsce | Zawodnik                  | Punkty |
| ------- | ------------------------- | ------ |
| 1.      | Filip Fjeld Andersen      | 60     |
| 2.      | Erlend Bjøntegaard        | 54     |
| 3.      | Justus Strelow            | 48     |
| 4.      | Håvard Gutubø Bogetveit   | 43     |
| 5.      | David Zobel               | 40     |
| 6.      | Endre Strømsheim          | 38     |
| 7.      | Lucas Fratzscher          | 36     |
| 8.      | Aleksander Fjeld Andersen | 34     |
| 9.      | Vaclav Cervenka           | 32     |
| 10.     | Martin Jäger              | 31     |

| Miejsce | Zawodnik           | Punkty |
| ------- | ------------------ | ------ |
| 1.      | Anton Babikow      | 60     |
| 2.      | Erlend Bjøntegaard | 54     |
| 3.      | Remi Broutier      | 48     |
| 4.      | Lucas Fratzscher   | 43     |
| 5.      | Endre Strømsheim   | 40     |
| 6.      | David Zobel        | 38     |
| 7.      | Raman Jalotnau     | 36     |
| 8.      | Iwan Tułacyn       | 34     |
| 9.      | Witalij Trusz      | 32     |
| 10.     | Daniele Cappellari | 31     |

| Miejsce | Kraj       | Punkty |
| ------- | ---------- | ------ |
| 1.      | Norwegia   | 3823   |
| 2.      | Rosja      | 3668   |
| 3.      | Niemcy     | 3531   |
| 4.      | Włochy     | 3197   |
| 5.      | Francja    | 3192   |
| 6.      | Ukraina    | 2847   |
| 7.      | Austria    | 2833   |
| 8.      | Szwajcaria | 2764   |
| 9.      | Czechy     | 2590   |
| 10.     | Szwecja    | 2580   |

### Kobiety
| Miejsce | Zawodniczka           | Punkty |
| ------- | --------------------- | ------ |
| 1.      | Anastasija Szewczenko | 352    |
| 2.      | Elisabeth Högberg     | 343    |
| 3.      | Franziska Hildebrand  | 308    |
| 4.      | Lou Jeanmonnot        | 308    |
| 5.      | Paula Botet           | 286    |
| 6.      | Ragnhild Femsteinevik | 283    |
| 7.      | Jewgienija Burtasowa  | 268    |
| 8.      | Marion Wiesensarter   | 248    |
| 9.      | Camille Bened         | 240    |
| 10.     | Karoline Erdal        | 226    |

| Miejsce | Zawodniczka              | Punkty |
| ------- | ------------------------ | ------ |
| 11.     | Gillone Guigonnat        | 191    |
| 12.     | Sara Andersson           | 189    |
| 13.     | Sophie Chauveau          | 189    |
| 14.     | Maren Hammerschmidt      | 189    |
| 15.     | Anastasija Goriejewa     | 177    |
| 16.     | Irene Cadurisch          | 160    |
| 17.     | Marthe Kråkstad Johansen | 160    |
| 18.     | Caroline Colombo         | 148    |
| 19.     | Juni Arnekleiv           | 148    |
| 20.     | Hanna Kebinger           | 145    |

| Miejsce | Zawodniczka                | Punkty |
| ------- | -------------------------- | ------ |
| 1.      | Elisabeth Högberg          | 60     |
| 2.      | Franziska Hildebrand       | 54     |
| 3.      | Marthe Kråkstad Johansen   | 48     |
| 4.      | Wałentyna Semerenko        | 43     |
| 5.      | Jewgienija Burtasowa       | 40     |
| 6.      | Anastasija Goriejewa       | 38     |
| 7.      | Marion Wiesensarter        | 36     |
| 8.      | Karoline Offigstad Knotten | 34     |
| 9.      | Anastasija Szewczenko      | 32     |
| 10.     | Christina Rieder           | 31     |

| Miejsce | Zawodniczka           | Punkty |
| ------- | --------------------- | ------ |
| 1.      | Ragnhild Femsteinevik | 207    |
| 2.      | Anastasija Szewczenko | 189    |
| 3.      | Elisabeth Högberg     | 185    |
| 4.      | Lou Jeanmonnot        | 175    |
| 5.      | Paula Botet           | 164    |
| 6.      | Marion Wiesensarter   | 163    |
| 7.      | Jewgienija Burtasowa  | 162    |
| 8.      | Camille Bened         | 161    |
| 9.      | Sophie Chauveau       | 149    |
| 10.     | Caroline Colombo      | 148    |

| Miejsce | Zawodniczka          | Punkty |
| ------- | -------------------- | ------ |
| 1.      | Franziska Hildebrand | 60     |
| 2.      | Jewgienija Burtasowa | 54     |
| 3.      | Paula Botet          | 48     |
| 4.      | Lou Jeanmonnot       | 43     |
| 5.      | Hannah Auchentaller  | 40     |
| 6.      | Elisabeth Högberg    | 38     |
| 7.      | Tereza Voborníková   | 36     |
| 8.      | Karoline Erdal       | 34     |
| 9.      | Anastasija Goriejewa | 32     |
| 10.     | Maren Hammerschmidt  | 31     |

| Miejsce | Zawodniczka           | Punkty |
| ------- | --------------------- | ------ |
| 1.      | Linda Zingerle        | 60     |
| 2.      | Iryna Petrenko        | 54     |
| 3.      | Anastasija Szewczenko | 48     |
| 4.      | Irene Cadurisch       | 43     |
| 5.      | Natalia Gerbułowa     | 40     |
| 6.      | Maren Hammerschmidt   | 38     |
| 7.      | Karoline Erdal        | 36     |
| 8.      | Lou Jeanmonnot        | 34     |
| 9.      | Emma Nilsson          | 32     |
| 10.     | Tereza Voborníková    | 31     |

| Miejsce | Zawodniczka           | Punkty |
| ------- | --------------------- | ------ |
| 1.      | Ragnhild Femsteinevik | 60     |
| 2.      | Anastasija Szewczenko | 54     |
| 3.      | Paula Botet           | 48     |
| 4.      | Jekatierina Noskowa   | 43     |
| 5.      | Maren Hammerschmidt   | 40     |
| 6.      | Karoline Erdal        | 38     |
| 7.      | Marion Wiesensarter   | 36     |
| 8.      | Franziska Hildebrand  | 34     |
| 9.      | Tereza Voborníková    | 32     |
| 10.     | Elisabeth Högberg     | 31     |

| Miejsce | Kraj       | Punkty |
| ------- | ---------- | ------ |
| 1.      | Rosja      | 3669   |
| 2.      | Norwegia   | 3548   |
| 3.      | Francja    | 3545   |
| 4.      | Niemcy     | 3393   |
| 5.      | Szwecja    | 3335   |
| 6.      | Włochy     | 3090   |
| 7.      | Ukraina    | 3063   |
| 8.      | Austria    | 3014   |
| 9.      | Szwajcaria | 2601   |
| 10.     | Polska     | 2558   |

### Sztafety mieszane
| Miejsce | Kraj       | Punkty |
| ------- | ---------- | ------ |
| 1.      | Rosja      | 120    |
| 2.      | Włochy     | 96     |
| 3.      | Norwegia   | 88     |
| 4.      | Szwecja    | 84     |
| 5.      | Francja    | 77     |
| 6.      | Austria    | 76     |
| 7.      | Ukraina    | 72     |
| 8.      | Szwajcaria | 69     |
| 9.      | Niemcy     | 69     |
| 10.     | Białoruś   | 63     |

| Miejsce | Kraj             | Punkty |
| ------- | ---------------- | ------ |
| 11.     | Kanada           | 60     |
| 12.     | Czechy           | 59     |
| 13.     | Rumunia          | 56     |
| 14.     | Estonia          | 53     |
| 15.     | Polska           | 52     |
| 16.     | Finlandia        | 49     |
| 17.     | Łotwa            | 45     |
| 18.     | Mongolia         | 43     |
| 19.     | Japonia          | 42     |
| 20.     | Korea Południowa | 41     |